# Ахомська династія
Ахомська династія (1228—1826) — царська династія правителів Ахому (сучасний Ассам). Засновником династії був Секафа, шанський принц з Монг Мао, який прийшов до Ассаму, подолавши Паткайські гори. Панування династії завершилось бірманським завоюванням та подальшою анексією держави Ост-Індійською компанією 1826 року.